# June Angela
June Angela (1959) è un'attrice, cantante e ballerina statunitense.
Debutta a Broadway nel 1970 con il musical Lovely Ladies, Kind Gentlemen e l'anno successivo, appena dodicenne, debutta in televisione con la serie televisiva The Electric Company. Nel 1977 interpreta Tuptim nel musical The King and I con Yul Brinner a Broadway e nel 1979 anche a Londra. Nel 1990 viene candidata al Tony Award alla miglior attrice protagonista in un musical per Shotgun.